# Sabugal
Sabugal là một huyện thuộc tỉnh Guarda, Bồ Đào Nha. Huyện này có diện tích 823 km², dân số thời điểm năm 2001 là 14871 người.